# Wumeiquan
Wumeiquan (五枚拳, pugilato di Wumei) è uno stile di arti marziali cinesi classificabile come Nanquan. In alcuni testi troviamo Wumeiquan (五梅拳, pugilato di “5 prugni”) con altri ideogrammi. In cantonese è Ng Mui Kuen.

## Il nome
Il nome di questa scuola deriva da quello della sua fondatrice leggendaria, Wu Mei (五枚) o Ng Mui in Cantonese. Siccome poi la tradizione vuole che Wu Mei praticasse Meihuaquan o Meihuazhuang lo stile può a volte prendere il nome di Pugilato di “5 Prugni”, inoltre per alcuni “5 prugni” è il nome della fondatrice. Per alcuni lo stile può anche essere chiamato Meihuazhuang Bafaquan (梅花桩八法拳, Pugilato degli Otto Metodi dei Pali del Fiore di Prugno) o ancora Meihua Rouzhuang Bafa (梅花拳软桩八法, otto metodi dei pali morbidi del Meihua).
A New York, dove la scuola ha una ramificazione, si utilizza Wumeipai (五梅派, Scuola dei 5 Prugni).

## Le origini
Nel “Wumeiquan Quanpu” (五梅拳拳谱) si narra che lo stile è stato tramandato da una monaca buddista (尼姑) il cui nome monastico era Wu Mei (五梅). Per altre tradizioni Wu Mei era una monaca Taoista (Daogu 道姑). Questa monaca lo trasmise a Huang Baoshan (黄宝善, anche conosciuto come Huang Baolin, 黄宝林) nella città di  Lufengxiang (庐丰乡) nel distretto di Shanghangxian (上杭) del Fujian, il quale a sua volta lo tramandò a Gong Rongguang (龚荣煌) di Lanxixiang (兰溪乡) sempre in Fujian. Gradualmente la scuola si è propagata nel Fujian e nel Guangdong. Gli “Annali della Contea di Shanghang” (上杭县志, Shanghang Xianzhi) raccontano che il Pugilato Shaolin Ortodosso Wumeiquan (五梅拳), alla fine dell'epoca della dinastia Qing era diffuso nei distretti di Lanxi (蓝溪), Huangtan (黄潭), Taiba (太拔) e della stessa Shanghang.

## Taolu
Queste sono alcune sequenze a mano nuda insegnate a New York: Tianguangzhang (天光掌); Wuxingquan (五行拳); Shier Dizhi (十二地支); ecc.
Bisogna però precisare che in questo stile vengono spesso praticate “forme libere” e si dà ampio spazio all'applicazione libera dei movimenti.

## Le armi
Queste sono le armi utilizzate nella scuola dell'area di Shanghang
Sanchiba (三齿耙); gou lian qiang(钩镰枪); qinglongdao (青龙刀); mupa (木耙); dandao (单刀); shuangdao (双刀); jian (剑); fu (arma) (斧); shuang tongchui  (双铜锤); tiěchǐ (铁尺); hutoupai (虎头牌); bandeng (板凳); ecc.

### Video
- Dandao, su youtube.com.
- Tien Gung Jeurng cioè Tianguangzhang, su youtube.com.
- Jian, su youtube.com.
- Bodhidharma longevity form, su youtube.com.
- Sap yi dei ji cioè Shier Dizhi, su youtube.com.
- Jian, su youtube.com.
- Ng Han cioè Wuxing, su youtube.com.